# Huacho
Huacho ist eine Stadt im zentralen Westen von Peru. 

## Geografie
Die Stadt liegt an der Pazifikküste 30 m über dem Meeresspiegel. Sie ist die Hauptstadt der Provinz Huaura sowie Verwaltungssitz der Region Lima. Huacho liegt im gleichnamigen Distrikt. Die Landeshauptstadt Lima liegt 150 Kilometer südlich von Huacho. Wenige Kilometer südlich der Stadt befindet sich das Schutzgebiet Reserva Nacional de Lachay.
Huacho hatte 2007 53.998 Einwohner, 2017 61.100 Einwohner. Im Ballungsraum von Huacho lebten 2017 etwa 160.000 Menschen.

## Verkehr
Die Fernstraße Panamericana führt durch die Stadt.
Seit 1892 fuhr in Huacho eine von Maultieren gezogene Straßenbahn, die 1920 von einer elektrisch betriebenen Bahn abgelöst wurde.
Die Stadt hatte weiter einen Eisenbahnanschluss sowohl nach Lima im Süden als auch nach Norden: 1912 wurde die schmalspurige Bahnstrecke Ancón–Sayan der Ferrocarril Noroeste del Perú (Peruanische Nordwest-Bahn) in der Spurweite von 914 mm eröffnet. Sie stellte 1964 ihren Betrieb ein.

## Söhne und Töchter der Stadt
In Huacho wurde um 1705 der Komponist José de Orejón y Aparicio geboren.
- Teófilo Toda (* 1936), Radrennfahrer